# Gemma Perchi
Gemma Perchi (Jesi, 1º aprile 1873 – Jesi, 22 gennaio 1957) è stata un'operaia e sindacalista italiana.

## Biografia
Impiegata come operaia nel settore manifatturiero, si prodigò per la costituzione di scuole nelle quali poter mandare i figli delle operaie. Nelle filande e con le setaiole iniziò e diresse una durissima battaglia sindacale di agitazioni e scioperi per i diritti delle lavoratrici, fino a ottenere le otto ore lavorative giornaliere nel 1919; fu perseguitata durante il fascismo.
Fu una delle prime donne - se non la prima - a presiedere una Camera del Lavoro, in cui ebbe un ruolo importante nella commissione esecutiva e nella segreteria, dopo la Settimana rossa del 1914 durante la prima guerra mondiale.
A lei è stata intitolata una scuola primaria di Jesi.